# 우방 (기업)
주식회사 우방(株式會社 友邦)은 SM그룹 계열의 건설 회사로, 본사는 대구광역시 북구 원대로 128 (침산동)에 있다.

## 역사 및 현황
1978년에 창업주인 이순목으로부터 '우방주택으로 설립하였으며 태왕, 청구, 보성, 화성과 함께 대구 건설 5대 기업으로 불리며  대구 경북 지역에서 엄청 잘 나가던 굴지의 대 건설업체였고, 우방그룹의 모기업이었다. 1993년에 우방랜드를 합병하고 1995년 3월 28일에는 대구광역시 달서구 두류동에 우방랜드 (현. 이월드)를 개장하기도 하였다. 그러나 1997년 외환위기 사태가 발생한 이후로서 시작된 부동산 시장의 위축은 지역 건설업체들에게 영향을 주었고, 1998년 워크아웃을 받고 2000년에 최종 부도로 법정관리를 받았다.
2004년 해운재벌인 세븐마운틴그룹(현. C&그룹)이 인수했고, 이듬해에 유희시설사업부문을 우방타워랜드로 분사시켰으며, 2006년 7월 25일 사명을 C&우방으로 사명을 변경함과 동시에 로고도 교체했다. 그러나 C&그룹이 문어발 경영을 한 탓인지 또 부도 위기가 발생하였다. 2010년 C&그룹의 부도로 인해 다시 법정관리를 받았다가 2010년에 SM그룹에 매각된 후, 이듬해 TK케미칼홀딩스와 역합병되어 우방이라는 사명까지 넘겼다.
2011년 4월 29일에는 본사를 대구광역시 달성군 논공읍 본리리 29-13에서 대구광역시 북구 원대로 128 (침산동)으로 이전하였다.